# John Sampson
John Albertson Sampson, född 17 augusti 1873 nära Troy, död 23 december 1946 i Albany, var en amerikansk gynekolog. Han är känd för att ha namngivit sjukdomen endometrios och för att ha beskrivit den första allmänt accepterade teorin bakom sjukdomens uppkomst.
Sampson läste vid Williams College och fortsatte sina studier vid universitetet Johns Hopkins där han avlade läkarexamen 1899. Han vidareutbildade sig sedan där till gynekolog och visade ett intresse för såväl onkologi som bäckenorganens blodförsörjning och deras lymfkärl. Som färdigutbildad gynekolog bosatte han sig i Albany i New York State. Han arbetade på Albany Hospital och blev senare professor i gynekologi vid Albany Medical College.
Endometrioscystor var beskrivna redan under 1800-talet, bland annat av W. W. Russell 1898. Sampson var dock bland de första att studera endometriossjukdomen systematiskt, beskriva de kliniska manifestationerna och han gav även sjukdomen dess nuvarande namn. Han lanserade 1927 teorin om retrograd menstruation, att livmoderslemhinnevävnad vid menstruation går som ett backflöde genom äggledarna in i bukhålan. Hans teori var under lång tid den förhärskande beskrivningen av sjukdomsmekanismen. På senare tid har den kommit att kompletteras efter att endometriosvävnad har observerats utanför bukhålan och även eftersom man har fått upp ögonen för bland annat immunologiska faktorers inverkan.
Inom den engelska medicinska nomenklaturen har han hedrats genom namgivningen av bäckenartären Sampsons artär.